# Ортигейра (Бразилия)
Ортигейра (порт. Ortigueira) — муниципалитет в Бразилии, входит в штат Парана. Составная часть мезорегиона Восточно-центральная часть штата Парана. Входит в экономико-статистический микрорегион Телемаку-Борба. Население составляет 23 525 человек на 2006 год. Занимает площадь 2429,560 км². Плотность населения — 9,7 чел./км².

## История
Город основан в 1951 году.

## Статистика
- Валовой внутренний продукт на 2003 год составляет 147 342 700,00 реалов (данные: Бразильский институт географии и статистики).
- Валовой внутренний продукт на душу населения на 2003 год составляет 6063,49 реалов (данные: Бразильский институт географии и статистики).
- Индекс развития человеческого потенциала на 2000 год составляет 0,620 (данные: Программа развития ООН).

## География
Климат местности: субтропический. В соответствии с классификацией Кёппена, климат относится к категории Cfb.